# John Alexander Mathieson
John Alexander Mathieson (né le 19 mai 1863, décédé le 7 janvier 1947) était un homme politique canadien qui fut premier ministre de la province de l'Île-du-Prince-Édouard de 1911 à 1917.